# Novák Előd
Novák Előd Attila (Budapest, 1980. április 25. –) politikus, országgyűlési képviselő, a Mi Hazánk Mozgalom alelnöke és frakcióvezető-helyettese, önkéntes tartalékos honvéd főtörzsőrmester, magyar médiavállalkozó,
1999-ben a MIÉP Ifjúsági Tagozat elnöke, 2009–2016 között a Jobbik Magyarországért Mozgalom alelnöke, 2010–2016 között országgyűlési képviselője, 2018. augusztus óta a Mi Hazánk Mozgalom alelnöke. 2019-től 2022. évi lemondásáig a Mi Hazánk újbudai önkormányzati képviselője Budapest XI. kerületében.

## Származása
Nagyapja görögkatolikus pap. Édesanyja gyermekorvos, édesapja építőmérnök. Öt fiúgyermek közül középsőként született. Két bátyja közgazdász, két öccse orvos – egyik öccse Novák Hunor gyermekorvos.

## Tanulmányai
1998-ban érettségizett a budapesti Arany János Gimnáziumban. Már kamasz korában foglalkoztatta a politika. A gimnáziumban Trianon-megemlékezést tartott, a NATO-csatlakozásról szóló népszavazás kapcsán pedig diák vitafórumot szervezett.
2019-ben a Pázmány Péter Katolikus Egyetem kommunikáció és médiatudomány szakán szerzett diplomát, így végzettsége szerint kommunikátor lett.

## Politikai tevékenysége

### A MIÉP-ben
1998-ban csatlakozott a MIÉP XI. kerületi szervezetéhez.
Az 1998-as országgyűlési választáson a párt egyik kampányfelelőse volt. Ezután a MIÉP Ifjúsági Tagozat országos elnökévé választották.
2000-ben megalapította az Ifjú Magyarok Egyesületét, melynek elnöke lett. 2001-ben az Egyesület megjelentette az Aktualizált revíziós dalok című multimédiás CD-t, mely politikai vihart kavart és aranylemez lett.
Létrehozta a Magyar Ifjúsági Nemzetébresztő Kört (MINK), mely a későbbi Jobboldali Ifjúsági Közösséghez (Jobbik) hasonlóan a különböző, jobboldali pártok kampányát segítette. A MINK-et Szabó Gáborral, a Jobbik korábbi pártigazgatójával vezette, ő pedig többek közt az Ébredő Nemzedék című újságjukat szerkesztette.
A 2002-es országgyűlési választáson a MIÉP-es Csath Magdolna kampányfőnökeként tevékenykedett.
A MIÉP 2003-as pártelnök-választása előtt Csurka István helyett mást javasolt elnöknek. Emiatt Novák Elődöt megvádolták, hogy az MSZP ügynökeként tevékenykedik, és kizárták a pártból. A küldöttgyűlés Novák szerint jogszerűtlen volt, emiatt néhány társával bírósághoz fordult, mely 2005-ben jogerősen megsemmisítette Csurka István újraválasztását.

### A Jobbikban
2003-ban a Jobbik elsőként megalakult, budapesti XI. kerületi szervezetének alapítója volt. A kezdetektől párhuzamosan a párt helyi aktivistájaként és országos szervezőjeként dolgozott. A Jobbik első látványosabb akciója a karácsonyi keresztállítás volt, melyet ő indítványozott és szervezett meg. Később a párt főszervezője, majd szóvivője is lett. 2005-ben a Parlamentben egy "Ne legyetek hazaárulók!" feliratú transzparenssel tüntetett Románia uniós csatlakozásának feltétel nélküli megszavazása ellen.
A 2006-os tüntetések során egy nézeteltérés miatt lemondott pártbeli tisztségeiről. Noha Vona Gábor felkérte alelnöknek, a 2006. novemberi tisztújításon nem indult el. Csak a turulvédő akciócsoport vezetését folytatta, de az idő előrehaladtával ismét egyre több háttérmunkával bízta meg a vezetőség. Kampányszervezőként és a párt Kreatív Stábjában dolgozott. 2006-ban a Hun Média Kft. ügyvezetője, majd a párt havilapjának tekinthető Magyar Mérce főszerkesztője lett.
Közben többször indult ellene rendőrségi eljárás. 2007-ben például három különböző ügyében állapította meg bíróság jogerősen, hogy törvénytelenül állították elő. 2007. október 26-án egyik fő résztvevője volt a Kuruc.info által szervezett úgynevezett „hídblokádnak”, amikor is az 1990-es taxisblokád évfordulóján autókkal lezárták az Erzsébet hidat.
2008-ban feleségével, Dúró Dórával megalapította a Csengey Dénes Könyvtárat.
A 2009-es ferencvárosi időközi országgyűlési választás kampányában több választási visszaélést is leleplezett. Ezután a Jobbik őt delegálta az Országos Választási Bizottságba, ahol az európai parlamenti választás kampányában további választási visszaéléseket leplezett le.
2009-ben a Jobbik alelnökévé választották. Az Országos Elnökségben a nagygyűlések, központi rendezvények, a Kreatív Stáb és a közterületi kampányok felelőse lett.
A 2009-es európai parlamenti választást követően a jobbikos európai parlamenti képviselők budapesti sajtóasszisztenseként dolgozott.
2016 májusában Vona Gábor pártelnöki vétója miatt nem indulhatott újra a Jobbik tisztújító kongresszusán az alelnöki posztért, annak ellenére hogy a párt alapszervezeteinek 46,7%-a támogatta őt. Alelnökjelölti szándéknyilatkozatában bírálta a párt vezetését és Vona Gábort.
Júniusban a párt parlamenti frakciója kizárta őt a frakcióból, mert Mirkóczki Ádám pártszóvivő szerint „a kongresszus előtti hetekben Novák Előd olyan szándéknyilatkozatot írt, amely alapjaiban rengette meg a bizalmat vele szemben mind a frakción, mind a párton belül”.
Pár nappal később a párt elnöksége egyhangúlag arról döntött, hogy visszahívja az Országgyűlésből. Vona Gábor szerint „a bizalmi légkör úgy sérült, hogy nem helyreállítható, a közös munka nem folytatható”. Novák Előd a Szent Koronára tett képviselői esküjéhez híven elfogadta az elnökségi döntést és lemondott országgyűlési mandátumáról. Vona Gábor azt is bejelentette, hogy Novák Előd ellen nem indul etikai vizsgálat, így kizárása a pártból nincs napirenden.
2018. júniusában Novák Előd bejelentette, hogy kilép a Jobbikból, ahogy felesége, Dúró Dóra is.

### A Mi Hazánk Mozgalomban
A Jobbik 2018. májusi tisztújító kongresszusát követően, a Jobbikon belüli Mi Magunk platform létrehozásának elutasítása után egyik alapítója a Mi Hazánk Mozgalomnak. Novák Előd a kezdetektől a párt kommunikációjának és központi rendezvényeinek szervezéséért felelős vezetője.
A Mi Hazánk Mozgalom pártként történő bejegyzését követően a Mi Hazánk Mozgalom elnökségének tagja, a médiakapcsolatokért felelős alelnöke, a Honvédelmi Kabinet elnöke.
2018. szeptember 10-én megalakították a Mi Hazánk Mozgalom első helyi szervezetét, az újbudai szervezetet, amelynek tagjai Novák Elődöt választották elnöknek.
2019. február 27-én a Mi Hazánk EP-kampányfőnökeként mutatta be a Mi Hazánk Mozgalom európai parlamenti választási listáját.
2020. augusztus 22-én a Mi Hazánk tisztújító kongresszusa ismét országos alelnökké választotta.
A 2022-es magyarországi országgyűlési választási kampányban a Mi Hazánk kampányfőnökeként irányította a kampánystábot és kommunikációs gépezetét.
2022. április 27-én megalakult a Mi Hazánk országgyűlési képviselőcsoportja, amelyben frakcióvezető-helyettessé választották.

### Önkormányzati képviselőként Újbudán
2019. október 13-án a Mi Hazánk újbudai képviselőjeként megszerezte a párt egyetlen fővárosi mandátumát.
2020. augusztus 16-án leszedte a szivárványos zászlót a főpolgármesteri hivatal épületéről egy 15 méteres tűzoltólétrán felmászva.
A 2020-ban megszavazott, de az újbudai önkormányzat által elszabotált Trianon emlékparkra egy évi tiszteletdíját ajánlotta fel Novák Előd, aki lemondása előtti utolsó testületi ülésen ismét kérdezte a polgármestert: mikor vet véget a mulasztásos jogsértésének?
2022. május 1. napjával az országgyűlési képviselői mandátumának átvételét követően önkormányzati képviselői mandátumáról összeférhetetlenség miatt lemondott.

### Az Országgyűlésben

#### 2010-2016 között
A 2010-es országgyűlési választáson Budapest 17. választókerületben (XI. kerület) indult egyéni jelöltként, és 7,78%-os eredménnyel a 4. helyen végzett. A Jobbik budapesti listájának 4. helyén szerepelt. Végül az országos lista 7. helyéről szerzett mandátumot. Az Országgyűlés Kulturális és sajtóbizottságának tagja lett. 2010-14 között az egyik legaktívabb képviselő volt: 557-szer szólalt fel, 66 önálló és 309 nem önálló indítványt nyújtott be. Többek között kezdeményezésére vonták meg a kommunista kitüntetések után folyósított nyugdíjpótlékokat, tiltották meg a politikusi álláshalmozást 2014-től, illetve állami támogatásban részesítették a várpalotai Trianon Múzeumot és a kiskunmajsai 56-os Múzeumot.
A 2014-es országgyűlési választáson Budapest 2. választókerületben (XI. kerület) indult egyéni jelöltként, és 8,02%-os eredménnyel a 4. helyen végzett. Végül a Jobbik országos listájának 11. helyéről szerzett országgyűlési mandátumot. 2014. május 6. és 2015. február 16. között az Országgyűlés Népjóléti bizottságának alelnöke, 2014. november 5.-től a Népesedéspolitikai albizottság elnöke. 2014-16 között az egyik legaktívabb képviselő volt: 235-ször szólalt fel, 117 önálló és 142 nem önálló indítványt nyújtott be.

#### 2022-től
A 2022-es magyarországi országgyűlési választáson a Mi Hazánk Mozgalom országos listájának 4. helyéről ismét országgyűlési képviselői mandátumot szerzett.
Az Országgyűlés 2022. május 2-i alakulkó ülésén Toroczkai László frakcióvezető bejelentette a Mi Hazánk Mozgalom országgyűlési képviselőcsoportjának megalakulását, amelyben Novák Előd frakcióvezető-helyettes lett.
A 2022-től kezdődött parlamenti ciklus első önálló törvényjavaslatát még az alakuló ülés napján benyújtotta,

## Egyéb közéleti tevékenységei

### Adventi keresztállítási misszió
2002-ben az Ifjú Magyarok Egyesületének elnökeként kezdte, majd 2003-tól a Jobbik szervezőjeként, 2018-tól pedig a Mi Hazánk Mozgalom keretében szervezte és folytatta az adventi keresztállítási missziót a karácsonyváró adventi időszakban szerte az országban, hogy a bevásárlási lázban a kereszténység legfőbb jelképével felhívják a figyelmet az ünnep valódi értelmére.

### Honvédelem
Még országgyűlési képviselőként 2015-ben jelentkezett önkéntes tartalékos katonai szolgálatra, az alapkiképzést is képviselőként végezte el. Behívóparancsának kézhez vétele után 2015. novemberben önkéntes műveleti tartalékos honvéd esküt tett. Kiképzéséről számos Facebook-bejegyzésben publikálta, amelyet „Katonadolog” című Facebook-albumában dokumentált. Őrmester rendfokozatban kapott protokolláris behívóparancsot, amikor a Honvédség talán legnagyobb emléktúra-sorozatán, a XVII. Doni Hősök Emléktúrán vett részt. Többször szolgált a déli határkerítésnél, jelenleg önkéntes műveleti tartalékos honvéd főtörzsőrmester rendfokozata van.

### Vádemelés
2017. augusztus 30-án „temetkezési emlékhelyen a halott emlékére rendelt tárgy megrongálásával elkövetett rongálás” bűntette miatt vádat emeltek ellene, mert 2015. október 25-én a budapesti Szabadság téren el akarta távolítani a Szovjet hősi emlékművön lévő sarló-kalapácsot. Egy kalapáccsal és egy vésővel kezdte megbontani a jelképet, de a rendőrök elvették tőle az eszközeit. Ilyen rongálásért a törvény szerint akár három év börtön is kiszabható.

## Családja
2008-ban kötött házasságot Dúró Dórával a szentimrevárosi Magyarok Nagyasszonya-sziklatemplomban. 2010–2016 között ők voltak az egyetlen házaspár az Országgyűlésben (a rendszerváltást követően mindig voltak képviselő-házaspárok, egyszerre akár öt házaspár is). Gyermekeik: Hunóra Kincső (2011), Bottyán János (2013), Nimród Nándor (2014), Zente Levente (2019).

## További információ
- Képviselői oldala a Jobbik honlapján
- Országgyűlési oldala
- A gyilkosok emlékműve - Dokumentumfilm a YouTube-on, benne Novák Előd nyilatkozatai